# تعدد الزوجات في تشاد
تعدد الزوجات في تشاد يُعتبر تعدد الزوجات ممارسة قانونية في تشاد، وتشير الدراسات إلى أن أكثر من ثلث النساء في البلاد يَعِشْنَ مع عوائلهن بزيجات متعددة.
اعتبارا من عام 2011، نحو نصف السكان التشاديين المسيحيين يمارسون مسألة تعدد الزوجات.